# Stethoperma multivittis
Stethoperma multivittis là một loài bọ cánh cứng trong họ Cerambycidae.